# Oleg Bojyev
Oleg Felevich Bojyev (en russe : Олег Фелевич Божьев), né le 25 août 1961 à Moscou, est un patineur de vitesse soviétique.

## Carrière
Lors des débuts internationaux, aux Jeux olympiques d'hiver de 1984 organisés à Sarajevo en Yougoslavie, il est médaillé de bronze sur 1 500 mètres et termine cinquième sur 5 000 mètres. Bojyev devient ensuite champion du monde toutes épreuves, gagne les Championnats de URSS puis bat le record du monde du 1 500 mètres à Medeo, son unique en carrière. Il reçoit cette année l'Ordre de l'Amitié des peuples. Les trois années suivantes (1985, 1986 et 1987), il est médaillé d'argent lors des Championnats du monde toutes épreuves. Dans l'édition 1986, il est proche de la victoire, battu par Hein Vergeer de 0,014 points, ce qui équivaut à un écart de 28 centièmes sur 10 000 mètres. Bojyev est devenu plus tard l'entraîneur de l'équipe nationale russe .

## Palmarès
| Compétition                           | Or   | Argent           | Bronze         |
| Jeux olympiques                       |      |                  | 1984 (1 500 m) |
| Championnats du monde toutes épreuves | 1984 | 1985, 1986, 1987 |                |
| Championnats d'Europe toutes épreuves |      |                  | 1985           |
| Championnats de URSS toutes épreuves  | 1984 |                  |                |

## Records personnels
| Distance      | Temps          | Année |
| ------------- | -------------- | ----- |
| 500 mètres    | 36 s 88        | 1981  |
| 1 000 mètres  | 1 min 14 s 31  | 1985  |
| 1 500 mètres  | 1 min 53 s 26  | 1984  |
| 5 000 mètres  | 6 min 56 s 73  | 1987  |
| 10 000 mètres | 14 min 26 s 11 | 1987  |

légende : en gras = ancien record du monde